# K-teorispektrum
Inom matematiken, givet en ring R, K-teorispektret av R ett Ω-spektrum {\displaystyle K_{R}} vars n-te term ges av, om man skriver {\displaystyle \Sigma R} för suspensionen av R,
{\displaystyle (K_{R})_{n}=K_{0}(\Sigma ^{n}R)\times BGL(\Sigma ^{n}R)^{+}}
där "+" betyder Quillens + konstruktion. Per definition är {\displaystyle K_{i}(R)=\pi _{i}(K_{R})}.